# 中川コージ
中川 コージ（なかがわ こーじ、1980年2月29日〈戸籍上は3月1日〉 - ）は、日本の戦略科学者、中国研究者、実業家。「月間中国ニュース」編集長。北京大学光華管理学院経営博士。埼玉県行田市出身。本名は中川 幸司（こうじ）。

## 来歴
行田市長を務めた中川直木は祖父、行田市議員の中川邦明は父。
埼玉県立熊谷高等学校を経て2002年、慶應義塾大学商学部卒業。2006年、北京外国語大学漢語進修班卒業。北京大学光華管理学院より2008年に経営学修士号、2012年に経営学博士号取得(日本人初)。
2015年から2017年までデジタルハリウッド大学特任教授。
2014年から中国人民大学国際事務研究所客員研究員。
2023年からIIMインド経営大学院(Lucknow・Delhi-Noida校)リサーチフェロー。

## 主張
- 反中派でも親中派でもない「知中派」を自称する[1]。
- 中国のことを"チャイナ"と言う。

## 著書
- 巨大中国を動かす紅い方程式:モンスター化する9000万人党組織の世界戦略
- 現代中国がわかる最強の45冊知識ゼロから学ぶための必読書ガイダンス
- デジタル人民元-紅いチャイナのマネー覇権構想-